# Jakub Makovička
Jakub Makovička (Praga, Checoslovaquia, 7 de marzo de 1981) es un deportista checo que compitió en remo.
Ganó una medalla de plata en el Campeonato Mundial de Remo de 2009 y tres medallas en el Campeonato Europeo de Remo entre los años 2007 y 2010.
Participó en dos Juegos Olímpicos de Verano, ocupando el octavo lugar en Atenas 2004 (cuatro sin timonel) y el octavo en Pekín 2008 (dos sin timonel).

## Palmarés internacional
| Campeonato Mundial | Campeonato Mundial          | Campeonato Mundial | Campeonato Mundial |
| Año                | Lugar                       | Medalla            | Prueba             |
| ------------------ | --------------------------- | ------------------ | ------------------ |
| 2009               | Poznań (Polonia)            | Medalla de plata   | Dos con timonel    |
| Campeonato Europeo |                             |                    |                    |
| Año                | Lugar                       | Medalla            | Prueba             |
| 2007               | Poznań (Polonia)            | Medalla de oro     | Ocho con timonel   |
| 2009               | Brest (Bielorrusia)         | Medalla de plata   | Cuatro sin timonel |
| 2010               | Montemor-o-Velho (Portugal) | Medalla de bronce  | Dos con timonel    |